# Maria Berenice Dias
Maria Berenice Dias (Santiago, Río Grande del Sur, 1948) es una jurista y activista brasileña por los derechos de los gais y las mujeres.
Es hija del desembargador [un tipo de juez] César Dias Filho y nieta del desembargador César Dias.
Hizo la escuela primaria y secundaria ―que terminó en 1966― en Porto Alegre.
En 1971 se recibió en Ciencias Jurídicas y Sociales en la Universidad Federal de Río Grande del Sur, obteniendo el cuarto lugar en la clasificación general.
En 1986 cursó y obtuvo un posgrado con especialización en Proceso Civil de la Pontificia Universidad Católica de Río Grande del Sur (PUCRS).
Entre 1991 y 1992 realizó una maestría en Proceso Civil en la misma universidad, con la tesis O terceiro no processo (‘el tercero en el proceso’).

## Carrera
Empezó trabajando como dactilógrafa hasta llegar a asesora del presidente de la Corte. Finalmente ganó un concurso para ser jueza. Después de terminar el examen, el examinador le preguntó a la joven Dias (de 24 años): «¿La señorita es virgen?». Al responder que sí, se convirtió en la primera jueza del Estado.
En 1973 fue la primera mujer que ingresó en la magistratura de Río Grande del Sur y la primera desembargadora en ese Estado.
Se convirtió en líder femenista, destacándose en el combate a la violencia doméstica.
Entre 1994 y 1997 fue presidenta de la Asociación Brasileña de las Mujeres de Carrera Jurídica (ABMCJ). Entre 1997 y 2000 fue su vicepresidenta nacional.
Fue fundadora y es vicepresidente del Instituto Brasileño de Derecho de Familia (IBDFAM), una organización que ha venido a transformar el concepto tradicional de lo que es una familia, y tiene en cuenta los lazos emocionales de las relaciones familiares.
Acuñó la palabra «homoafectividad» para eliminar el estigma que implicaban las relaciones de las personas del mismo género, haciéndose reconocer este nuevo modelo de familia. La palabra ya aparece en los últimos diccionarios en portugués.
Es reconocida internacionalmente por sus posturas progresistas hacia los derechos de la mujer y de otras minorías.
Creó el JusMujer ―un servicio voluntario de atención jurídica y psicológica a mujeres carentes― y el periódico Mulher (publicación dedicada exclusivamente a cuestiones de género).
Lanzó la FAF (Federación de las Asociaciones Femeninas), el proyecto LAR (Lugar de Afecto y Respeto) y el Proyecto Repensar.
Fundó el Disque Violencia, entre otros proyectos que influyen profundamente en la sociedad brasileña moderna.
Presentó propuesta para la instalación de la Justicia Volante y la creación de la Auditoría de la Justicia.
Integra la Comisión Especial Permanente, que asesora la presidencia en el control y fiscalización de la Jurisdicción del 2.º Grado.
Como integrante del Comité Estadual de Combate a la Violencia, creó el servicio telefónico Marque-Violencia, que ha tenido excelentes resultados en la prevención de la violencia contra la mujer.
Participó de 18 entidades dedicadas a las cuestiones femeninas y sociales.
Ocupa la 37.ª Silla de la Academia Literaria Femenina del Río Grande del Sur y es Ciudadana Honoraria de la Ciudad de Porto Alegre.
Participó de la IV Conferencia Mundial de la ONU sobre la Mujer, realizada en 1995 en China; del Congreso Internacional de las Magistradas, que ocurrió en Canadá en 1996, además de los Congresos de la Federación Internacional de las Mujeres de Carrera Jurídica realizados en España e Italia en los años de 1997 y 1998.
Participó de las Conferencias Mundiales de Derecho de Familia realizadas en el año 2000 en Australia, en 2002 en Noruega, Dinamarca y en Cuba, y en 2004 en España.
Participó, en la Cámara Federal (en Brasilia), de audiencias públicas sobre la reglamentación del aborto legal y sobre el proyecto del nuevo Código Civil.
Colaboró en la elaboración de la ley de punición al asedio sexual, en la Comisión de Constitución y Justicia de la Asamblea Legislativa.
Ya jubilada, y actuando como abogada, fue presidente de la Cámara Civil Séptima de la Corte del Estado de Río Grande do Sul. Su experiencia se centra en el juicio de las acciones que involucran Derecho de Familia y Sucesiones.
Por otra parte, se trata de una conferencista solicitada no solo en Brasil, sino también en varias otras partes del mundo.
Recibió el título de embajadora oficial brasileña para los primeros World Outgames 2006 que tuvieron lugar en la ciudad de Montreal (Canadá).

## Obras publicadas
Es autora del libro Homoafetividade: o que diz a Justiça (‘Homoafectividad: lo que dice la Justicia’), entre otras muchas obras (libros, artículos en periódicos y revistas, entrevistas, etc.).
Publicó los libros El Tercer en el Proceso; Unión Homosexual - El Prejuicio y la Justicia, primera obra brasileña que aborda los aspectos jurídicos de ese tema, ya en la segunda edición; Homoafectividad: lo que dice la Justicia y de la serie Conversando sobre... en 6 tomos.
Coordina y participa de la obra colectiva Derecho de Familia en el nuevo Código Civil, actualmente en la 4.ª edición, y es coautora de 24 obras colectivas.
Posee más de 160 artículos publicados en periódicos y en revistas especializadas, en las áreas de Proceso Civil, Derecho de Familia, Derechos de la Mujer y Homosexualidad.
Debido a su lucha contra la homofobia, ha recibido amenazas de muerte.

## Premios
Recibió 72 títulos y condecoraciones, entre ellos el Diploma Mujer-Ciudadana Berta Lutz, otorgado por el Senado Federal.

## Obras
- Manual de direito das familias.
- Diversidade sexual e direito homoafetivo.
- Manual das sucessões.
- Divórcio já!
- Incesto e alienação parental.
- A lei María da Penha na Justiça.
- União homoafetiva: o preconceito e a Justiça.
- Direito das familias: contributo do IBDFAM em homenagem a Rodrigo da Cunha Pereira.
- Manual de direito das familias.
- Conversando sobre... a mulher e seus direitos.
- Conversando sobre... familia, sucessões e o novo Código Civil.
- Conversando sobre... justiça e os crimes contra a mulher.
- Conversando sobre... o direito das familias.
- Conversando sobre... alimentos.
- Conversando sobre... homoafetividade.
- Direito de familia e o novo Código Civil.
- O terceiro no processo.
- Obras coletivas.

## Vida privada
Vive en Porto Alegre. Se casó cinco veces.

Você casou quantas vezes quis, não é?
Casei cinco vezes. Minha mãe se incomodava muito com essa historia de eu sair de um casamento e entrar no outro. Ela passou a vida dizendo “coitado do João” [o primeiro marido] e eu respondendo: “Coitado, não!” [risos]. Quando casei com o segundo, meus filhos eram pequenininhos e queríam ter o sobrenome dele [por causa da convivência intensa que tinham com o padrasto]. Minha mãe apoiou, assim ninguém na cidade saberia que não eram filhos dele. Não topei. Eu tinha muito orgulho da minha vida.

E quando casou pela terceira vez, o que sua mãe disse?
Ela enlouqueceu, brigou comigo, não quería saber do marido. Perguntava que modelo eu ia dar pros meus filhos e eu respondia: “Um bom exemplo, ou seja, a gente fica junto enquanto estiver bom”.

Está solteira há quanto tempo?
Já faz uns dois anos que não namoro. O último namorado foi tão complicado... Ele dizia: “Homem é homem, mulher é mulher, puto é puto”. Acha que eu posso namorar um homem desses? Tem que ser alguém que eu admire e com quem consiga interagir, falar. Admiro muito quem faz a Suzana Vieira da vida e arruma um garotão, mas não consigo. Hoje estava caminhando com uma amiga e chegamos à conclusão de que não estamos mais afim de namorar. [...]

Desde que começou a militar pela causa gay, perguntam se você é lésbica?
Sempre. Eu pergunto se a pessoa está afim de mim. Se está, eu respondo. Se não, não interessa. Precisa saber a essa altura com quem eu vou pra cama?
Usted se casó cuantas veces quiso, ¿no? 
Me casé cinco veces. Mi madre se incomodaba mucho con esta historia mía de salir de un matrimonio y entrar en otro. Se pasó la vida diciendo «Pobrecito João" [el primer marido] y yo le contestaba: «Pobrecito, no!» [risas]. Cuando me casé con el segundo, mis hijos eran pequeños y querían tener el apellido de él [a causa de la intensa relación que tenían con ese padrastro]. Mi madre apoyó la idea, así nadie en la ciudad sabría que no eran los hijos de él. No lo hice. Yo sentía mucho orgullo de mi vida.

Y cuando se casó por tercera vez, ¿qué le dijo su madre?
Se volvió loca, se peleaba conmigo, no quería saber nada del marido. Me preguntaba qué modelo les iba a dar a mis hijos y yo le respondía: «Un buen ejemplo, o sea, una debe quedarse mientras esté bien».

¿Hace cuánto tiempo que está soltera?
Hace ya un par de años que no me enamoro. El último novio fue tan complicado... Decía: «Hombre es hombre, mujer es mujer, maricón es maricón». ¿A usted le parece que yo me puedo enamorar de un hombre de esos? Tiene que ser alguien a quien yo admire, y con quien consiga interactuar, charlar. Admiro mucho a las que hacen la vida de Suzana Vieira y se buscan un garoto, pero yo no consigo. Hoy estaba caminando con una amiga y llegamos a la conclusión de que ya no estamos más para enamorarnos. [...]

Desde que comenzó a militar por la causa gay, ¿le preguntan si es lesbiana?
Siempre. Yo le pregunto a la persona si gusta de mí. Si me responde que sí, entonces le respondo. Pero si me responde que no, pues entonces no le importa. ¿A esta altura necesitan saber con quién voy a la cama?
Maria Berenice Dias, entrevista de 2013